# Mark Topallaj
Mark Topallaj (ur. 18 sierpnia 1937 w Rreshënie w okręgu Mirdita) – albański reżyser i aktor. 

## Życiorys
W 1965 ukończył studia w szkole aktorskiej im. Aleksandra Moisiu, działającej przy Teatrze Ludowym w Tiranie. Rok później rozpoczął pracę w Studiu Filmowym Nowa Albania (alb. Kinostudio Shqiperia e Re), początkowo jako aktor, a od 1969 jako reżyser filmów dokumentalnych. Większość filmów poświęcił krainie Mirdytów, z której pochodził.
W 1971 był asystentem Kristaqa Dhamo, realizującego film Mëngjeze lufte. Pierwszy samodzielny film fabularny nakręcił w 1978.
W swojej karierze Topallaj zrealizował 7 filmów fabularnych i 13 filmów dokumentalnych.

## Filmy fabularne
- 1978: Dollia e dasmës sime
- 1979: Çeta e vogël (Mały oddział, film nie dopuszczony do dystrybucji)
- 1981: Kërcënimi
- 1982: Dasma e shtyrë
- 1984: Guri i besës
- 1988: Hetimi vazhdon
- 1989: Kush eshte vrasësi?

## Filmy dokumentalne
- 1969: Biri i Mirdites (Syn Mirditów)
- 1971: Kënga e re (Nowa pieśń)
- 1973: Duke përdorur rrezatimet bërthamore (O zastosowaniach promieniowania jądrowego)
- 1974: Nëna partizane (Matka partyzanta)
- 1974: Shqipëria turistike (Albania turystyczna)
- 1975: Brigadierja (Brygadzistka)
- 1976: Tregim për kohën e lirë (Opowieść o wolnym czasie)
- 1980: Traditat tone në lundrim (Nasze tradycje żeglarskie)
- 1982: Për keto troje
- 1984: Tregim për lojën e urtë (Opowieść o mądrej grze)
- 1986: Gëzon Mirdita (Mirdita się cieszy)

## Role filmowe
- 1966: Komisari i dritës
- 1969: Plage te vjetra
- 1970: Lugina e pushkatarëve